# Luis Santana
Luis Santana est un boxeur dominicain né le 19 novembre 1958 à La Romana.

## Carrière
Passé professionnel en 1981, il remporte le titre de champion d'Amérique du Nord NABF des poids welters en 1986 et 1988 puis devient champion du monde des super-welters WBC le 12 novembre 1994 après la disqualification au 5e round de Terry Norris pour un coup porté à la nuque. Après un second combat entre les deux boxeurs à nouveau remporté par disqualification par le dominicain, Norris lui reprend la ceinture le 19 août 1995. Santana met un terme à sa carrière en 1999 sur un bilan de 42 victoires, 17 défaites et 2 matchs nuls.